# Aneurinita tahuata
Aneurinita tahuata är en kackerlacksart som först beskrevs av Morgan Hebard 1933.  Aneurinita tahuata ingår i släktet Aneurinita och familjen småkackerlackor. Inga underarter finns listade i Catalogue of Life.